# 지바 공업대학
지바 공업대학(일본어: 千葉工業大学, Chiba Institute of Technology)은 일본의 명문 사립 대학이다. 대학 본부는 지바현 나라시노시(習志野市) 쓰다누마(津田沼)에 있다. 설립 이래, 공학 전문적이 연구하는 대학이다. 일본에서는 도쿄 공업 대학 다음으로 오래되었다.

## 연혁
지바 공업대학의 기원은 1942년에 설립된 고아 공업대학(興亞工業大學)으로 황족인 히가시쿠니노미야 나루히코가 설립했다. 1946년에 지바 공업대학으로 개명했다.
- 1942년 : 마치다시(町田市)에 코오아 공업대학 설립.
- 1946년 : 현 기미쓰시(君津市)로 이전. 지바 공업대학으로 개칭.
- 1950년 : 현 쓰다누마 캠퍼스로 이전. 신제 지바 공업대학 발족.
- 2001년 : 정보과학부와 사회시스템 과학부를 설치.

## 캠퍼스
- 쓰다누마(津田沼) 캠퍼스: 대학 본부 캠퍼스.
- 지바현 나라시노시(習志野市) 쓰다누마(津田沼) 2-17-1.
- 시바조노(芝園) 캠퍼스 : 예과 캠퍼스（1년-2학년）.
- 지바 현 나라시노 시 시바조노(芝園) 2-1-1.
- 아카네하마(茜浜) 캠퍼스:운동장
- 지바 현 나라시노 시 아카네하마(茜浜)
- 치쿠사쵸(千種町) 캠퍼스: 운동장 및 기숙사
- 지바 현 지바시 치쿠사쵸(千種町)

## 조직

### 학부
- 공학부
  - 기계 사이언스 학과
  - 전기 전자 정보공학과
  - 생명 환경 과학과
  - 건축 도시 환경 학과
  - 디자인 과학과
  - 미래 로봇 디크스 학과
- 정보과학부
  - 정보공학과
  - 정보 네트워크 학과
- 사회시스템 과학부
  - 경영 정보과학과
  - 프로젝트 매니지먼트 학과
  - 금융·경영 리스크 과학과

### 대학원
- 공학 연구과
- 정보과학 연구과
- 사회시스템 과학 연구과

### 부속기관
- 도서관
- 공작 센터·크라프트 하우스
- 미래 로봇 기술 연구 센터

공식 홈페이지
- 산업·관청·대학 융합 센터
- 혹성 탐사 연구 센터

공식 홈페이지
- 재료 분석 연구 센터
- 전자 계산 센터

## 주된 자매교·제휴교
중국
- 하얼빈 공업 대학

스웨덴
- 왕립공과대학 (스웨덴)

캐나다
- 토론토 대학교
- 브리티시컬럼비아 대학교

영국
- 킹스 칼리지 런던

미국
- 펜실베이니아 주립 대학교

일본
- 지바 대학

## 같이 보기
- 도쿄 공업대학
- 뤼순 공과 대학
- 미키 다케오
- 오! 나의 여신님